# دم‌کرکی نوک‌باریک
دم‌کرکی نوک‌باریک (نام علمی: Sarothrura watersi) نام یک گونه از سرده دم‌کرکی است.